# José Rodríguez Vázquez
José Manuel Rodríguez Vazquez (nascido em 3 de setembro de 1980) é um jogador de bocha paralímpico espanhol, campeão mundial em 2013. Elegível da classe BC3, José conquistou a medalha de ouro nos Jogos Paralímpicos de Atenas 2004. Competindo pela Espanha, ele participou de mais duas paralimpíadas — Pequim 2008 e Londres 2012.